# Пјаца-Тралија-Пендоло (Напуљ)
Пјаца-Тралија-Пендоло (итал. Piazza-Tralia-Pendolo) је насеље у Италији у округу Напуљ, региону Кампанија.
Према процени из 2011. у насељу је живело 4378 становника. Насеље се налази на надморској висини од 433 м.